# Ближні Сорми
Ближні Со́рми (рос. Ближние Сормы, чув. Тури Сурăм) — присілок у складі Канаського району Чувашії, Росія. Входить до складу Кошноруйського сільського поселення.
Населення — 268 осіб (2010; 294 у 2002).
Національний склад:
- чуваші — 99 %